# I2O
I2OとはIntelligent I/Oの略で、パーソナルコンピュータ用チップセットのうちI/O処理を担当する部分にI/Oプロセッサを搭載して処理にあたらせたもの。

## 製品化された例
Pentium Proに対応したマザーボードのうちハイエンド製品のいくつかで採用された。
搭載チップはインテルのi960。
搭載マザーボード
- SUPER● P6DGH/P6DNH/P6DNH2
- ASUS P2B-D2